# Думаагийн Содном
Думаагийн Содном (на монголски: Думаагийн Содном) е монголски политик и държавник от Монголската народнореволюционна партия (МНРП). Той е министър-председател на Монголската народна република от 1984 до 1990 г.

## Биография
Думаагийн Содном е роден в сомонския (общински) град Урген Цакак Дорногов на 14 юли 1933 г. След завършването на училището в Баянухе сомон Цакак Кентий, той е приет във финансовия и икономически колеж в Улан Батор, където учи от 1946 до 1950 г. В продължение на четири години работи като счетоводител в Министерството на финансите, а през 1954 г. е приет за член на МНРП, преди да да започне учи икономика във Висшето училище по финанси и икономика в Иркутск от 1954 до 1958 г.
Содном се развива бързо в кариерата в Министерството на финансите, през 1963 г. става министър на финансите и заема този пост до 1969 г. От 1969 до 1972 г. е първи заместник-председател на Държавната комисия по планиране, а през 1972 г. става председател на Държавния планов комитет на Монголия – член на Министерския съвет. През 1974 г. е назначен едновременно и за заместник-председател на Министерския съвет на МНР. След оставката на дългогодишния монголски първи партиен и държавен ръководител Юмжагийн Цеденбал от постовете Генерален скеретар на ЦК на МНРП и Председател на Президиума на Великия народен хурал и поемането на тези два поста от политическия съюзник на Содном Жамбийн Батмунх, дотогава министър-председател на МНР, на 12 декември 1984 г. Думаагийн Содном е назначен за председател на Председател на Министерския съвет на Монголската народна република (т.е. министър-председател) и е избран член на Политбюро на МНРП. Содном запазва двете длъжности до оставката на Политбюро и неговото правителството в резултат на масови антиправителствени демонстрации на 21 март 1990 г. След този период Содном става директор на монголската компания Gazryn Tos (1990 – 2000 г.), а през 1992 г. е назначен за помощник на министър-председателя Пунцагийн Жасрай.